# Kalinkavytjy
Kalynkavytjy (vitryska: Калінкавічы) är en stad i Belarus.   Den ligger i voblasten Homels voblast, i den centrala delen av landet, 230 km sydost om huvudstaden Horad Mіnsk. Kalynkavytjy ligger 122 meter över havet och antalet invånare är 39 890.

## Natur och klimat
Terrängen runt Kalynkavytjy är mycket platt. Runt Kalynkavytjy är det ganska glesbefolkat, med 24 invånare per kvadratkilometer.. Närmaste större samhälle är Mazyr, 10,7 km sydväst om Kalynkavytjy. 
I omgivningarna runt Kalynkavytjy växer i huvudsak blandskog.